# Villa d'Asolo
Villa d'Asolo is een plaats (frazione) in de Italiaanse gemeente Asolo.

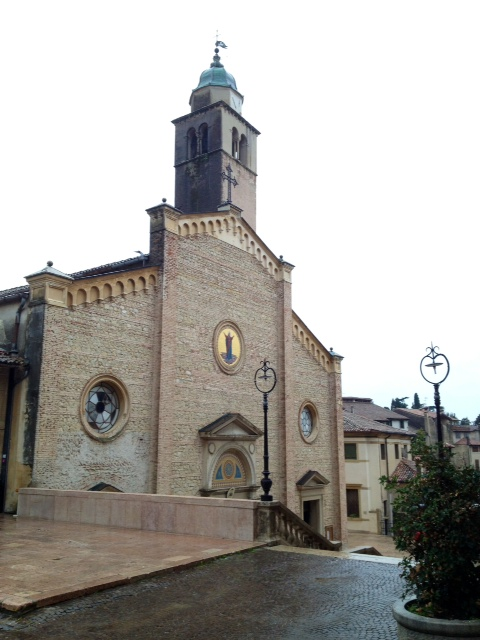
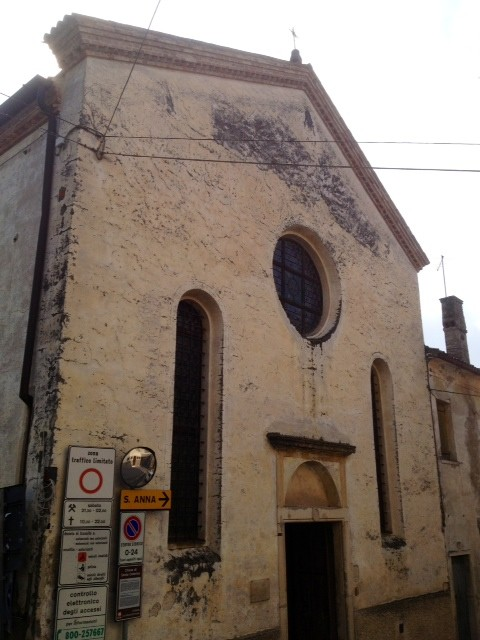
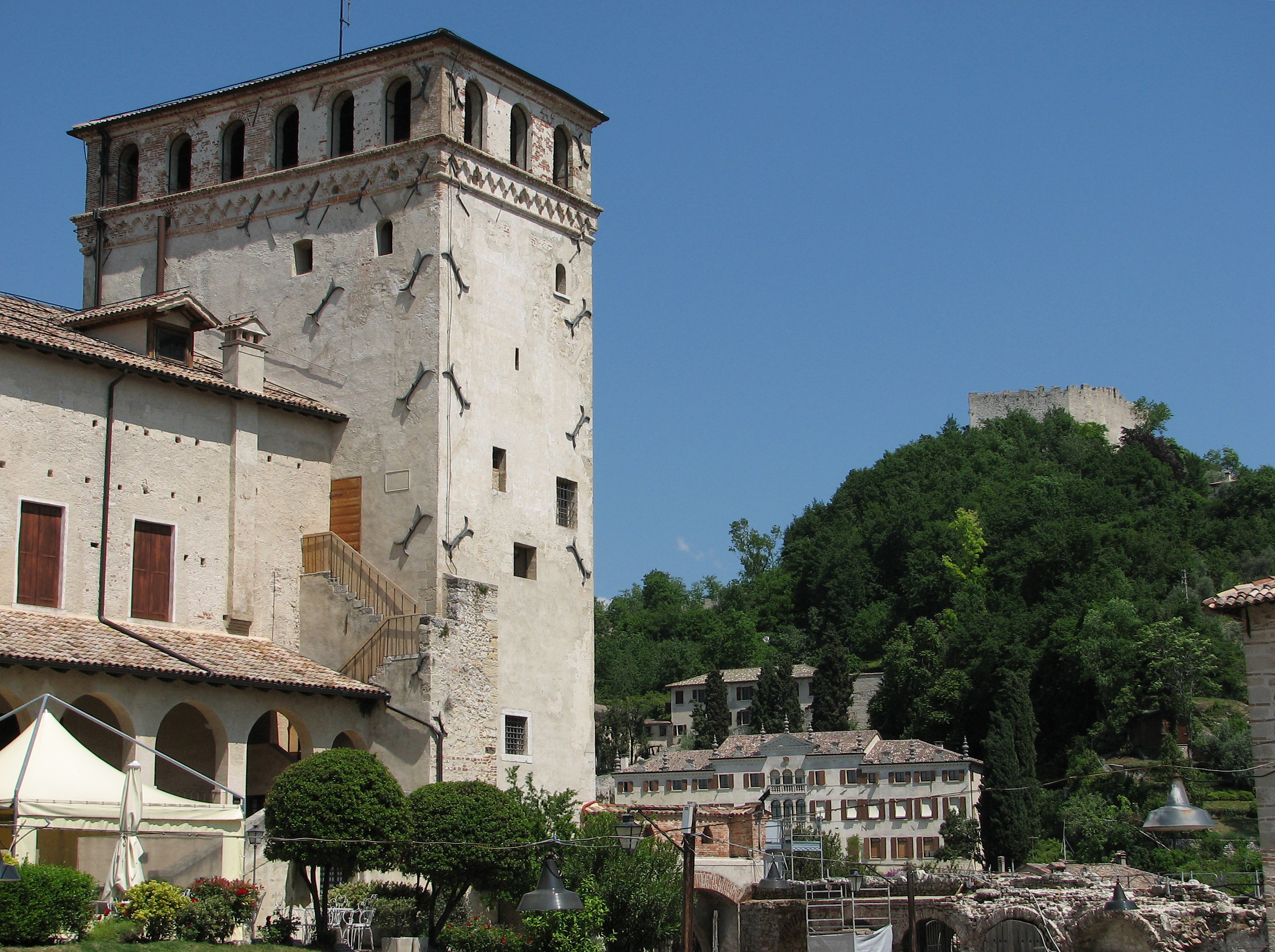